# Cerano, Piemonte
 Cerano är en ort och kommun i provinsen Novara i regionen Piemonte i Italien. Kommunen hade 6 764 invånare (2018).